# Wife or Country
Wife or Country er en amerikansk stumfilm fra 1918 af E. Mason Hopper.

## Medvirkende
- Harry Mestayer - Dale Barker
- Gretchen Lederer - Gretchen Barker
- Gloria Swanson - Sylvia Hamilton
- Jack Richardson - Dr. Meyer Stahl
- Charles West - Jack Holiday